# Svjetsko prvenstvo u nogometu – Meksiko 1970.
9. Svjetsko prvenstvo u nogometu održalo se u Meksiku od 31. svibnja do 21. lipnja 1970. godine.

## Konačni poredak
| Brazil   |
| Italija  |
| Njemačka |